# Székely István (jogász)
Székely István (Gyula, 1888. március 20. – Budapest, Józsefváros, 1954. október 12.) jogász, egyetemi tanár.

## Élete
Székely Lajos tanító és Mayer Róza fiaként született. Szülővárosában és Budapesten járt középiskolába, majd a fővárosban folytatott egyetemi tanulmányokat, ahol jogi és államtudományi oklevelet szerzett. Később bírói és ügyvédi diplomát is kapott. Az első világháború során népfölkelőként sorozták be, azonban főiskolai tanárként felmentést kapott a katonai szolgálat alól. 1914. október 14. és 1926. január 31. között az Egri Érseki Jogakadémia kereskedelmi-váltójogi, polgári pereseljárási tanszékén működött nyilvános rendkívüli tanárként.
1926. február 1-je és 1940 között a magyar és osztrák magánjogi tanszék nyilvános rendes tanára volt Pécsett. 1932. december 19-én az Erzsébet Tudományegyetemen magyar magánjogból egyetemi magántanári képesítést nyert. Az egri községi közigazgatási tanfolyamon előadó, valamint vizsgabizottsági elnök volt. Az Egri főegyházmegye hatóságnak alárendelt katolikus iskolák, és a tanszemélyzet fegyelmi ügyei tanácsának és a Heves vármegyei Automobilosok Egyesületének ügyészeként dolgozott.
1940. október 19. és 1944 októbere között Kolozsvárott a Ferenc József Tudományegyetemen az erdélyi jogfejlődés elméletének volt egyetemi nyilvános rendes tanára, 1946. június 30 és 1949-ben történt nyugdíjba vonulásáig a Szegedi Tudományegyetemen a magánjog egyetemi tanára volt. 1946 és 1949 között ugyanitt tanszékvezezető, 1946-47-ben a jogi kar prodékánja, 1947-48-ban az egyetem rektora, majd 1948-49-ben prorektora. A Magyar Jogászegylet Szegedi Csoportjának választmányi tagjaként is tevékenykedett.

## Fontosabb művei
- A pénztartozások elmélete, különösa tekintettel a készpénzkölcsönök átértékelésére (Eger, 1929)
- Házassági reformgondolatok (Eger, 1937. Különnyomat az Egri Érseki Jogakadémia 1935/36., 1936/37. évkönyvéből)
- Erkölcsi kár – erkölcsi kártérítés. Győr, [1939] (Bibliotheca Academica 8. és Emlékkönyv Kolosváry Bálint jogtanári működése 40. évfordulójára. Budapest, 1939)
- Dologi jogunk fejlődésének újabb jelenségei (Kolozsvár, 1941)
- Házassági vagyonjogunk rendszere (Marosvásárhely, 1942)